# Sau
Sau je priimek več znanih Slovencev:
- Silvano Sau (1942—2016), novinar